# أم القصب
أُم القُصُب (كان اسمها سيدي أحمد بن سعيدة) قرية تقع شمال غربي ولاية قفصة على الحدود مع ولاية القصرين من الجنوب الغربي التونسي، جنوب غرب مدينة ماجل بلعباس وشمال شرق مدينة أم العرائس.